# Platanias
Platanias (Grieks: Πλατανιάς) is een dorp en, sedert 2011, een fusiegemeente (dimos) in de Griekse bestuurlijke regio (periferia) Kreta. De vier deelgemeenten (dimotiki enotita) van de fusiegemeente zijn:
- Kolymvari (Κολυμβάρι)
- Mousouroi (Μουσούροι)
- Platanias (Πλατανιάς)
- Voukolies (Βουκολιές)

Het gemeentehuis bevindt zich in Gerani. Het dorp Platanias is een populaire toeristische bestemming en ligt zo'n 10 km ten westen van Chania.